# Höchheim
Höchheim település Németországban, azon belül Bajorországban. Lakosainak száma 1040 fő (2023. december 31.).

## Népesség
A település népessége az elmúlt években az alábbi módon változott:
| Lakosok száma | 1451 | 906  | 1195 | 1179 | 1137 | 1136 | 1099 | 1067 | 1072 | 1040 |
|               | 1970 | 1975 | 2011 | 2012 | 2014 | 2015 | 2017 | 2019 | 2022 | 2023 |